# Psychomotricité
 (juin 2012).

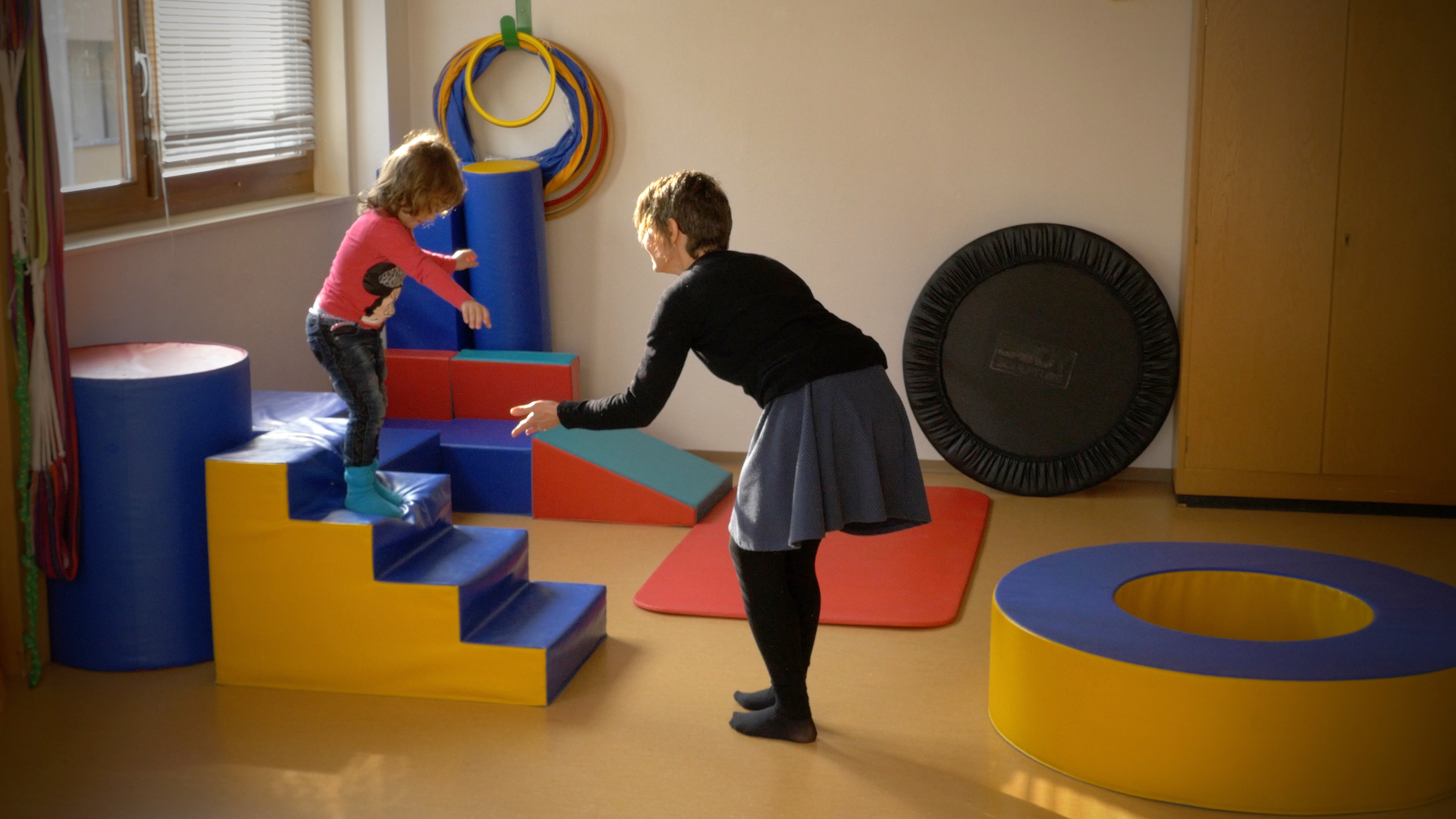
Albiana avec Sandrine à une séance de psychomotricité. Image du film de Fernand Melgar " À l'école des Philosophes".

La psychomotricité est un domaine des sciences humaines spécialisé dans les interactions entre motricité, sensorialité, cognition et psychisme dans leurs contextes émotionnel et relationnel. Elle représente l’ensemble des phénomènes relatifs à l’expression et à la régulation des comportements à la fois moteurs et psychologiques au niveau du corps. 
La psychomotricité est aussi une discipline de santé. Elle s'articule au carrefour des fonctions motrices, des fonctions exécutives qu'elles soient en rapport direct ou indirect avec l'environnement, la psychologie et/ou les fonctions neuromotrices du sujet. 
En France, la psychomotricité est une profession paramédicale reconnue par l'État et inscrite au livret IV du code de la santé publique depuis 1988. Les professionnels qui exercent cette profession sont appelés  psychomotriciens ou psychomotriciennes. Ils exercent, le plus souvent en équipe dite pluridisciplinaire. 
Ils interviennent en activité salariée :
- en milieu hospitalier (psychiatrie adulte, pédopsychiatrie, les CMP, néonatalogie, centres de rééducation fonctionnel, addictologie…) ;

- dans des structures médico-sociales ( IME,  les CMPP, les CATTP, les ITEP, les FAM, les SESSAD, etc.) ;

- en centres d'accueil pour les personnes âgées, les bébés ( EHPAD, maison de retraite, CCAS, crèches…).

Ils interviennent également en libéral ainsi que dans des contextes spécifique comme le milieu carcéral.
La psychomotricienne ou le psychomotricien vise la prévention, le diagnostic, la rééducation des troubles psychomoteurs. Il a également une action complémentaire dans une approche pluridisciplinaire thérapeutique des sujets ayant une déficience intellectuelle, des troubles caractériels ou de la personnalité, des troubles des régulations émotionnelles et relationnelles et des troubles de la représentation du corps d'origine psychique ou physique.
Il accompagne les patients en proposant une approche globale prenant en compte la rééducation adaptée des troubles psychomoteurs et des troubles des fonctions exécutives dans l'environnement du sujet.

## Histoire
Le terme "psychomotricité" aurait été initialement conçu en Allemagne en 1843 par Wilhelm Griesinger fondateur de la neuropsychiatrie (Lehmans & Cornu, 1999) et repris ensuite en France par Ernest Dupré au début du XXe siècle.
Le concept a été investi et développé dans divers champs de recherche : pédagogie, psychiatrie, psychologie. 
À partir des travaux de Julian de Ajuriaguerra et de Giselle Soubiran, ainsi que des outils créés par l'équipe de René Zazzo (J. Bergès, N. Galifret-Grangeon, H. Santucci, M. Stambak) la profession de psychomotricien s'est peu à peu mise en place et structurée.

## Développement du courant de pensée de la psychomotricité
La psychomotricité prend en compte la liaison entre corps et psychisme.
De longues années de débats philosophiques n'ont pas réussi à résoudre la dichotomie corps-esprit. 
Le corps ne serait-il que « matière » ? Et l'« esprit » ne nous offrirait-il qu'un supplément d'âme ?
Nous savons aujourd'hui qu'il n'y a pas de « substance fixe », mais une activité qui s'accroît. Celle-ci provient de l'expérience. Le trait d'union entre psychomotricité n'a plus raison d'être lorsque l'on conçoit que ce sont les nombreuses activités que l'être humain a la possibilité de réaliser, tout au long de sa vie, qui vont permettre le développement de l'expérience. 
Ainsi, équipement, équipement de base et environnement sont trois notions indispensables pour comprendre la dimension psychomotrice de l'être humain :
- l'équipement (biologique, génétique, etc.) est donc une donnée de base qu'il convient de nommer structures. Toutefois, et dans tous les cas, dès la naissance au moins, ce sont les relations avec l'entourage qui vont fonder l'équipement de base ;
- l'équipement de base, c'est l'équipement qui se développe dans les relations mutuelles, en particulier la relation réciproque mère-enfant. Le bébé rencontre l'autre/les autres avec lesquels il va développer des échanges, un accordage affectif et des liens ;
- l'environnement pour l'être humain comporte une dimension physique (le monde des objets) et une dimension sociale (le monde des sujets). Le terme de psychomotricité évoque donc cette interdépendance constante entre le sujet et le monde.

L'organisation psychomotrice est constituée de quatre paramètres fonctionnant en synergie dont l'un peut être source de perturbation ce qui pourra alors nécessiter une aide en psychomotricité :
- l'activité neuromotrice dépendant des lois de développement et de la maturation neurologique qui met en place un (tonus, le système de coordination-dissociation, l'équipement sensoriel et moteur, la genèse d'une asymétrie fonctionnelle du corps, la latéralisation) ;
- la dimension sensori-perceptivo-motrice et affective qui, dès les premiers échanges de la vie relationnelle, influence la qualité des appuis, de la posture, du tonus, de la gestualité intentionnelle et permet la construction du schéma corporel en lien avec l'image du corps ;
- la dimension cognitive qui conduit le sujet à intégrer et à maîtriser la relation qu'entretient son corps avec l'espace et le temps ;
- la dimension de l'identité qui se construit dans l'interaction du sujet avec son environnement familial et social.

## Les troubles psychomoteurs
Les troubles psychomoteurs se manifestent à la fois dans la façon dont le sujet est engagé dans l'action mais aussi dans la relation avec autrui et dans l'environnement. Les troubles psychomoteurs sont des troubles neurodéveloppementaux qui affectent l'adaptation du sujet dans sa dimension perceptivomotrice. Leurs causes sont plurifactorielles et transactionnelles associant des facteurs génétiques, neurobiologiques, psychologiques et psychosociaux qui agissent à différents niveaux de complémentarité et d'expression. Ils sont souvent situationnels et discrets, entravant en priorité les mécanismes d'adaptation, constituant une source de désagrément et de souffrance pour le sujet et son milieu social. Leur analyse clinique s'appuie sur une connaissance référentielle approfondie du développement normal. Elle nécessite des investigations spécifiques dont l'examen psychomoteur, pour appréhender les aspects qualitatifs et quantitatifs des perceptions, des représentations et des actions du sujet (Albaret, 2011).
Les principaux troubles psychomoteurs sont :
- le trouble déficitaire de l'attention/hyperactivité,
- le trouble du développement de la coordination (dyspraxie de développement, trouble développemental de la coordination),
- les dysgraphies de développement (dysgraphie ou troubles graphomoteurs),
- les incapacités d'apprentissage non verbal,
- les troubles spatiaux (troubles visuoconstructifs, d'appréciations visuospatiaux), les troubles temporels.
- les troubles du schéma corporel,
- les mouvements anormaux (tics, mouvement stéréotypés...)
- les troubles de la dominance latérale,
- les troubles du tonus musculaire (dystonies, paratonies, syncinésies pathologiques).

Les caractéristiques de ces troubles sont les suivantes (Albaret, 2001 ; Corraze, 1981, 1999, 2010) :
1. ce sont des troubles perceptivomoteurs qui affectent les différentes fonctions d’exploration (aspects perceptifs), d’action (sur le milieu physique), de communication (notamment dans ses aspects non verbaux) et les manifestations émotionnelles ;
2. ils se manifestent par des signes neurologiques doux qui signent l'existence d'un dysfonctionnement cérébral a minima ;
3. ils sont associés à un complexe psychopathologique, comportant des facteurs émotionnels pouvant aller jusqu’à un véritable trouble psychiatrique qui soulève la question des comorbidités ;
4. ils demandent une analyse des différentes dimensions (biologique ou organique, écologique, intentionnelle ou téléologique) pour permettre la prise en compte de la pluralité étiologique.

Les troubles psychomoteurs peuvent être présents de façon isolée mais la comorbidité des troubles psychomoteurs est élevée. En ce sens, les troubles psychomoteurs sont souvent associés à des pathologies psychiatrique multiples, au trouble du comportement et/ou aux troubles des apprentissages ou troubles neurodeveloppementaux ( TDAH, TDA...).

## La discipline professionnelle

### Au sujet des formations
L'intérêt pour la psychomotricité et la reconnaissance de son efficacité ont conduit le gouvernement français à créer un diplôme d'État de psychomotricien en 1974. 15 centre de formation reconnus existent en France et conduisent au diplôme d'État (deux à Paris (dont un en fait à Boulogne-Billancourt), une à Lille, une à Toulouse, une à Bordeaux, une à Lyon et une à Marseille, une à Meulan-les-Mureaux, une à La Garde, une à Mulhouse, une à Rouen, une à Orléans, une à Vichy, une à Alençon et une sur l'île de La Réunion). Le diplôme d'état n'est pas reconnu comme un niveau licence mais comme un Bac+2. En effet, les stages ne sont pas inclus dans la formation aux yeux de l’État. Beaucoup de professionnels (dont la Fédération Française des Psychomotriciens) demandent un allongement d'un an d'études. En 2023, la formation se déroule encore en 3 ans. Une refonte des programmes est en cours dans le cadre de la réingénierie des professions de Santé (il est souhaité, par la Fédération Française des Psychomotricien, que la formation passe à 5 ans, soit un niveau Master. Aucune information gouvernementale ne semble confirmer son accord).
En Suisse, à Genève, une formation a été créée par J. de Ajuriaguerra lui-même en collaboration avec Mme S. Naville qui a ensuite été la directrice de l'école à Zurich. Une troisième école existait à Bâle mais elle s'est fermée. Actuellement la formation à Genève qui fait partie de la HES-SO est de niveau Master.
Ailleurs, au Danemark, la psychomotricité s'est développée dès les années 1930, à partir de techniques de conscience corporelle, comme l'Eutonie, dont l'une des pionnières était Gerda Alexander. Depuis 2002 la formation en psychomotricité est une formation publique au niveau Bachelor (3 1/2 ans) et elle est proposée par deux écoles supérieures.

### Les pratiques psychomotrices et leurs champs d'application.
Les pratiques psychomotrices en France font partie du domaine paramédical.
En Suisse les praticiens exercent principalement dans les domaines pédagothérapeutiques et médicothérapeutiques.

### Buts des interventions
La thérapeutique psychomotrice a pour objet de prévenir ou de traiter les troubles psychomoteurs ou les handicaps, conçus comme une altération du développement psychomoteur et de l'organisation psychomotrice d'une personne, d'un patient à tous les âges de la vie.
Le psychomotricien intervient selon le décret de compétences établi en 1988 et revu en 2004 :
1. Bilan psychomoteur.
2. Éducation précoce et stimulation psychomotrices.
3. Rééducation des troubles du développement psychomoteur ou des désordres psychomoteurs suivants au moyen de techniques de relaxation dynamique, d'éducation gestuelle, d'expression corporelle ou plastique et par des activités rythmiques, de jeu, d'équilibration et de coordination :
- retards du développement psychomoteur ;
- troubles de la maturation et de la régulation tonique ;
- troubles du schéma corporel ;
- troubles de la latéralité ;
- troubles de l'organisation spatio-temporelle ;
- dysharmonies psychomotrices ;
- troubles tonico-émotionnels ;
- maladresses motrices et gestuelles, dyspraxies ;
- trouble développemental des coordinations (TDC) ;
- inhibition psychomotrice ;
- instabilité psychomotrice ;
- troubles de la graphomotricité, à l'exclusion de la rééducation du langage écrit.
4. Contribution, par des techniques d'approche corporelle, au traitement des déficiences intellectuelles, des troubles caractériels ou de la personnalité, des troubles des régulations émotionnelles et relationnelles et des troubles de la représentation du corps d'origine psychique ou physique.
L'être humain est en interaction permanente avec son environnement concret, familial et culturel. L'affectivité et l'intelligence, les possibilités d'agir sur le monde extérieur dépendent donc des conditions du milieu et de la qualité des relations qu'il entretient avec autrui. De ce fait la spécificité de l'approche psychomotrice réside autant dans l'écoute et l'attention particulières portées aux manifestations psychocorporelles et à leurs significations qu'à l'attention portée aux possibilités effectives du sujet à être en relation, situé dans l'espace et le temps, orienté et capable d'anticipation.
La construction de l'organisation ou de la prévention des troubles, ainsi que la réduction des facteurs d'altération de la vie psychique et relationnelle par la mise en œuvre de l'expérience corporelle sont visées par les multiples outils de médiation utilisés par les professionnels, comme le jeu, la relaxation, les techniques d'approche corporelle etc.

## Troubles psychomoteurs et classifications
Dans la CIM 10 et dans le DSM-5 (2013) plusieurs entités diagnostiques sont des troubles psychomoteurs authentiques tels que le Trouble Déficit de l'Attention/Hyperactivité (TDA/H), le Trouble de l'Acquisition de la Coordination ou Trouble Développemental de la Coordination (TDC, Geuze, 2005), les tics, les stéréotypies motrices (Corraze, 1999). Concernant le DSM-5, les troubles psychomoteurs sont regroupés, au sein de la catégorie des Troubles neurodéveloppementaux, en deux entités : les Troubles moteurs qui contiennent le TDC, les Mouvements stéréotypés et les Tics ; Le TDA/H.
La CFTMEA R- 2012 met en évidence la catégorie des troubles psychomoteurs chez l'enfant. 
Par ailleurs, de nombreuses déficiences ou Troubles du développement intellectuel s'accompagnent de retards ou d'anomalies du développement psychomoteur. Les premiers se manifestent par un décalage par rapport à une norme habituellement reconnue dans l'évaluation des compétences psychomotrices, à chaque âge de la vie en rapport à une culture donnée. Les secondes sont caractérisées par une symptomatologie d'emblée anormale et absente du répertoire moteur ordinaire. Dans les Troubles du spectre autistique, les particularités psychomotrices sont nombreuses et variées mais présentes dans la plupart des cas (Perrin & Maffre, 2013, pour une revue récente).
Voir aussi la définition des fonctions psychomotrices dans la classification internationale du fonctionnement (CIF, OMS).